# Ocellularia persimilis
Ocellularia persimilis är en lavart som först beskrevs av August von Krempelhuber och som fick sitt nu gällande namn av Johannes Müller Argoviensis 1893. 
Ocellularia persimilis ingår i släktet Ocellularia och familjen Thelotremataceae. Inga underarter finns listade i Catalogue of Life.